# Penukonda
Penukonda ("grande collina" in telugu) è un villaggio dell'India di 11.340 abitanti, situato nel distretto di Anantapur, nello stato federato dell'Andhra Pradesh.

## Geografia fisica
La città è situata a 14° 10' 13 N e 77° 48' 05 E.

## Storia
Questa regione è stata controllata in vari momenti nella storia dall'Impero Hoysala, i cui primi sovrani fondarono la città fortezza; dalla dinastia Chalukya; dall'Impero di Vijayanagara che, dopo la battaglia di Talikota nel 1565, ne fecero per un breve periodo la propria capitale; dal Nawab; dai Maratha; dal Nizam di Hyderabad che in seguito la cedette al raj britannico. Da questa successione di dominazioni ne derivò un miscuglio di culture e religioni diverse.

## Società

### Evoluzione demografica
Al censimento del 2001 la popolazione di Penukonda assommava a 23.910 persone, delle quali 12.325 maschi e 11.585 femmine, distribuite in 5.153 abitazioni. I bambini di età inferiore o uguale ai sei anni assommavano a 2.852, dei quali 1.518 maschi e 1.334 femmine. Infine, coloro che erano in grado di saper almeno leggere e scrivere erano 15.231, mentre gli analfabeti erano 8.679.